# Schizostachyum rogersii
Schizostachyum rogersii är en gräsart som beskrevs av Dietrich Brandis. Schizostachyum rogersii ingår i släktet Schizostachyum och familjen gräs. Inga underarter finns listade i Catalogue of Life.